# Greg Rutherford
Gregory James "Greg" Rutherford, MBE (* 17. listopadu 1986, Milton Keynes, Anglie) je britský atlet, olympijský vítěz a mistr světa ve skoku dalekém.

## Sportovní kariéra
V roce 2005 vybojoval na juniorském mistrovství Evropy v litevském Kaunasu výkonem 814 cm zlatou medaili. Ve finále jako jediný pokořil hranici osmi metrů.
V roce 2010 obsadil 2. místo na hrách Commonwealthu. Jeho největší úspěch přišel na Olympijských hrách v Londýně, kde jako lídr světových tabulek suverénně zvítězil (o 15 cm), když jeho nejdelší pokus měřil 831 cm (vítr -0,4). V roce 2013 se pro zranění nedostal do finále mistrovství světa v Moskvě, to si však vynahradil o rok později, kdy nejprve v dubnu zlepšil britský rekord na výborných 851 cm, a později získal málo vídaný double vítězstvím jak na hrách Commonwealthu (820 cm), tak na mistrovství Evropy (829 cm).
Medailovou sbírku dovršil na mistrovství světa v Pekingu v srpnu 2015, kdy v dramatickém finále získal zlato výkonem 841 cm. Ve stejné sezóně také zvítězil v prestižním seriálu Diamantové ligy a na mistrovství Velké Británie a držel tak současně všechny dostupné venkovní tituly. Další evropský titul přidal v Amsterdamu 2016, kde těsně (ve větrné loterii) porazil svého častého soupeře Michela Tornéuse (825 cm).
Jako jeden z mála atletů dokázal v dálce získat i druhý olympijský kov, vzhledem ke zdravotním problémům to byl bronz za 829 cm, olympijským nástupcem se v Riu de Janeiru stal Jeff Henderson (838 cm).
Kvůli zranění neobhajoval v srpnu 2017 titul mistra světa na domácím šampionátu v Londýně.
S přítelkyní Sussan má syny Mila (* 2014) a Rexe (* 14. červenec 2017).

## Osobní rekordy
- hala – 826 cm – 5. února 2016, Albuquerque
- venku – 851 cm – 24. dubna 2014, Chula Vista